# NGC 158
NGC 158 est une paire d'étoiles située dans la constellation de la Baleine. Elle a été recensée par l'astronome allemand Wilhelm Tempel en 1882.